# Inga andersonii
Inga andersonii é uma espécie vegetal da família Fabaceae.
É uma árvore de pequeno porte, típica de terrenos em declive de florestas húmidas do Estado de Jalisco, no México.